# Betamax

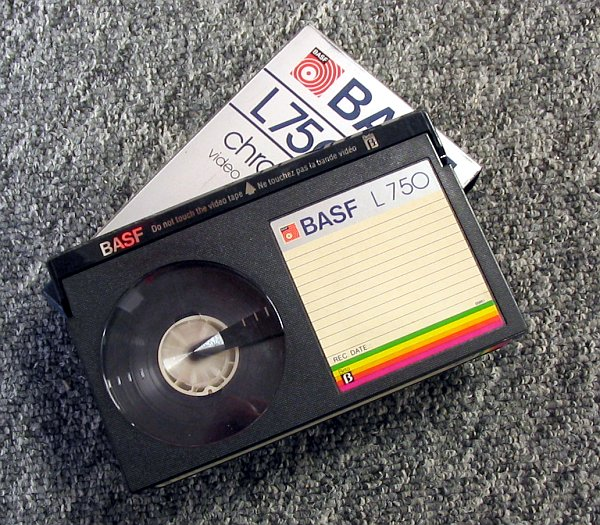
Uma fita Betamax

Betamax era um formato de gravação em fita caseiro de 12,7 mm idealizado e fabricado pela Sony. É derivado de um formato de fita profissional, o U-matic, com 19,1 mm. Era vendido sob o nome de Betacord pela Sanyo, mas frequentemente era apenas chamado de Beta.

## Beta x VHS
Comparado ao VHS, o tamanho da fita cassete é menor e diz-se muito que possui uma qualidade de imagem superior ao VHS, mas era apenas um truque eletrônico que poderia ter sido incorporado ao VHS, mas que não foi. Outros diziam que a fita tinha uma melhor ligação com o maquinário de seus tocadores, fazendo com que a fita iniciasse mais rápido que o VHS. Passar do play ao fast forward ou ao rebobinamento da fita era de fato mais rápido, mas era porque a fita não saía do mecanismo antes, assim como a fita VHS faz.

## História

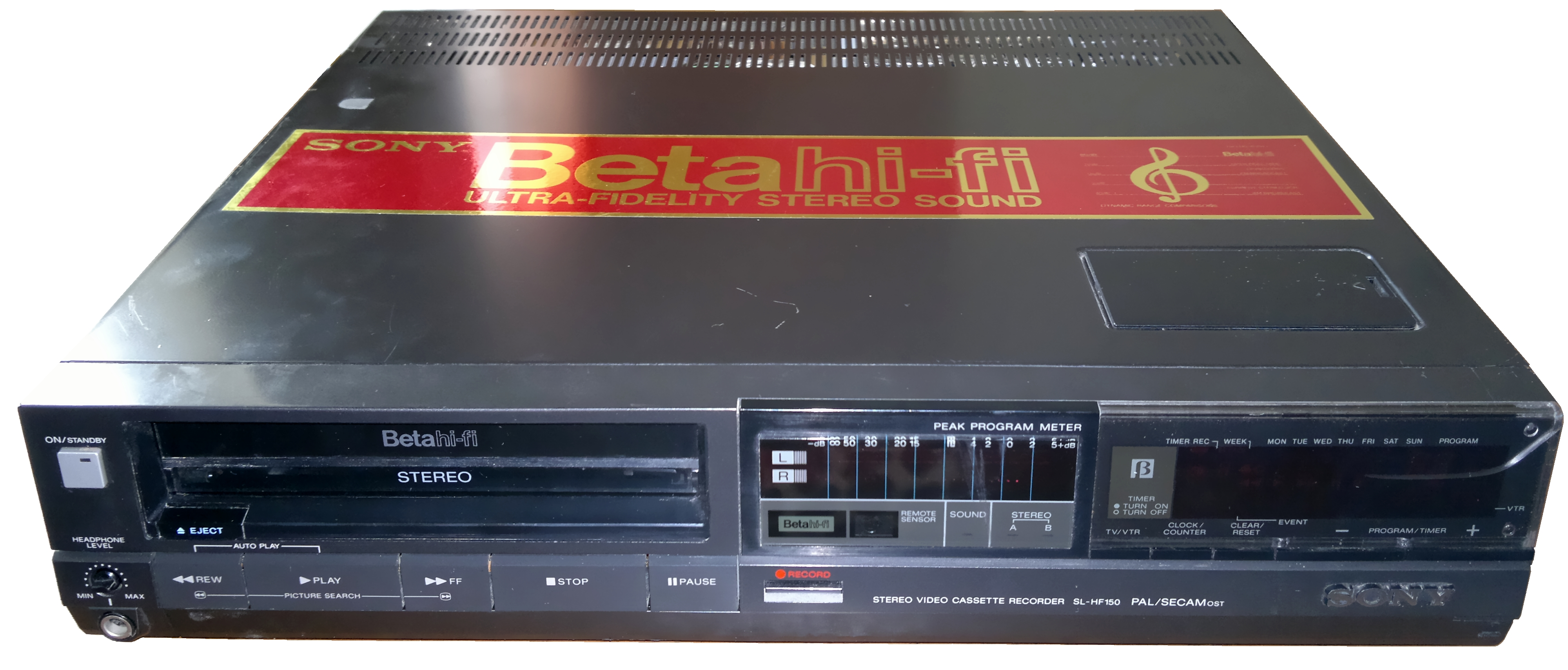
Videocassete Betamax

O Betamax chegou ao mercado em 7 de junho 1975 e cerca de dez anos depois perdeu definitivamente a batalha pela hegemonia de mercado para o VHS, apesar de uma grande campanha de marketing da Sony. Na autobiografia do fundador da Sony, Akio Morita, atribui isso ao fato de que a Sony dificilmente licenciava o Betamax para outras empresas fabricarem, alegando que o VHS ficava com a "massa crítica". Já outros acreditam que o tempo menor de gravação da fita fez com que os consumidores optassem pelo VHS em primeira instância.
Este problema levou a Sony a uma corrida na década de 1980 para aumentar a capacidade do formato, mas nunca estiveram à frente por muito tempo. Uma vez que o VHS atingiu boa parte dos usuários de gravadores de vídeo, o resto da cadeia de marketing do Betamax entrou em colapso. Outras evoluções da tecnologia VHS, como o VHS-HQ e tecnologia de multi-cabeças fizeram com que o VHS igualasse a superioridade técnica do Betamax. Eventualmente a Sony começou a produzir seus próprios gravadores com o formato VHS, cedendo a "guerra dos formatos".

O último modelo americano apareceu no mercado em 1993, e a produção em outros lugares do mundo parou completamente em 1998. A Sony continuou produzindo um número limitado de gravadores de vídeo Betamax para o mercado japonês até 2002, quando foi oficialmente anunciado o fim da linha Betamax doméstica, pois segundo a empresa, "era necessário maior investimento em novas tecnologias de vídeo, como o DVD". As últimas fitas foram produzidas em março de 2016.

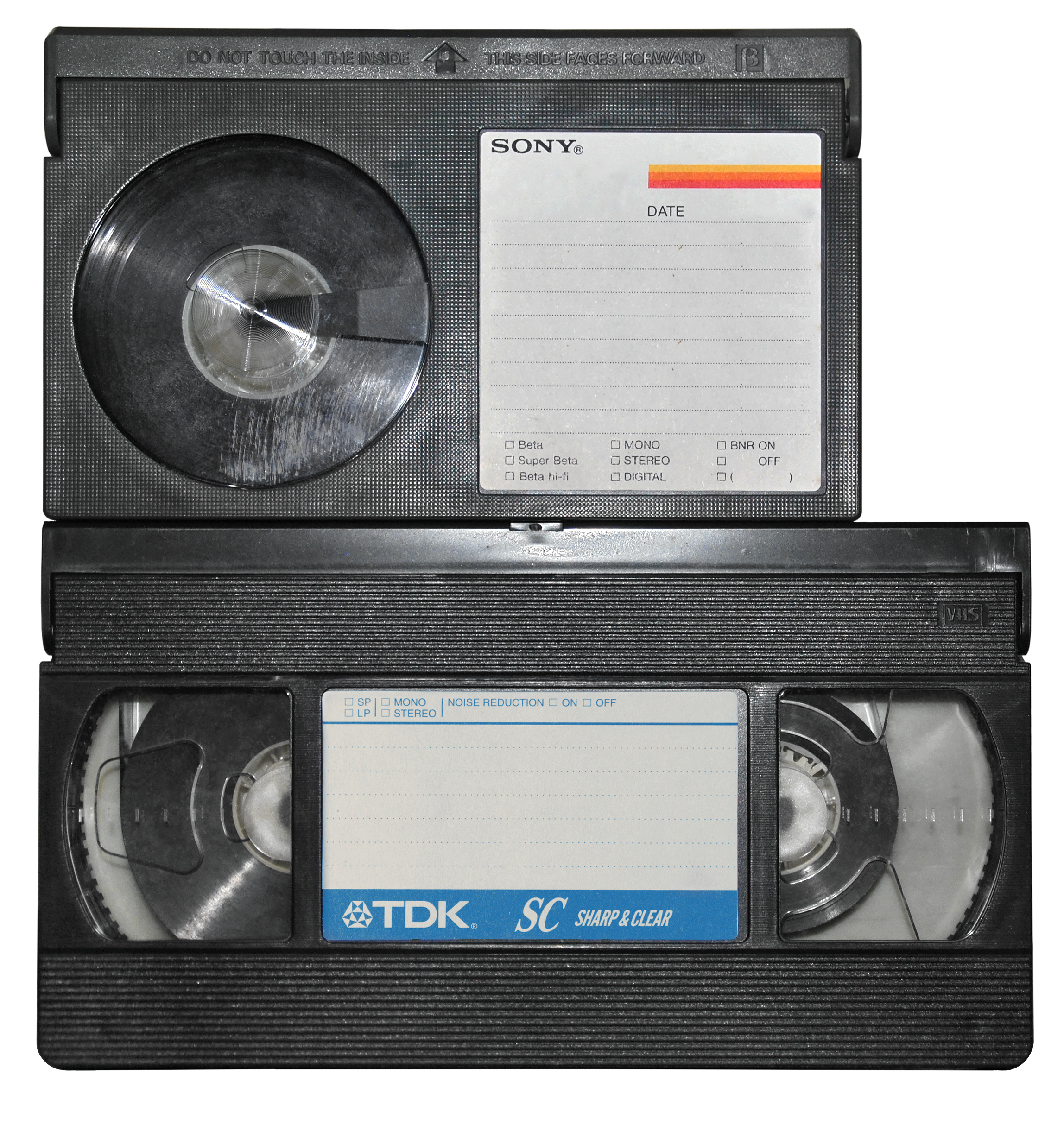
uma fita Betamax comparada a uma VHS

## No Brasil e em Portugal
No Brasil e em Portugal, a Sony também trouxe o sistema Betamax para a comercialização, tanto doméstica quanto profissional. As fitas Beta ainda foram usadas em emissoras de TV por muitos anos. Já no mercado doméstico, como em todo o mundo, a fita VHS acabou predominando. A escolha de um filme na locadora sempre tinha que terminar com a pergunta: "O filme é Beta ou VHS?". Teve grande volume de vendas e chegou a liderar em algumas épocas dos anos 1970 e 1980.
Nos anos 1990, ele foi relançado, mas depois foi sendo gradualmente esquecido e deixado para trás, e assim como em todo o mundo, as fitas foram ficando no fundo da locadora.

## Dimensões da mídia
155 x 95 x 25 mm, de acordo com o site "Lost Formats Preservations Society" - experimentaljetset.nl (em inglês)- acesso em 20 de maio de 2005.